# Liste des évêques de Kalamazoo
Liste des évêques de Kalamazoo
(Dioecesis Kalamazuensis)
Le diocèse de Kalamazoo est érigé canoniquement par Paul VI le 19 décembre 1970, par détachement de ceux de Grand Rapids et de Lansing.

## Sont évêques
- 15 juin 1971-22 novembre 1994 : Paul Ier Donovan (Paul Vincent Donovan)
- 22 novembre 1994-† 9 janvier 1997 : Alfred Markiewicz (Alfred John Markiewicz)
- 18 novembre 1997-6 avril 2009 : Jjd,'d'e,ames Murray (James Albert Murray)
- depuis le 6 avril 2009 : Paul II Bradley (Paul Joseph Bradley)

## Sources
- L'Annuaire Pontifical, sur le site http://www.catholic-hierarchy.org, à la page